# Ставки (Вознесенський район)
Ставки́ (до 1946 року — Ватерлоо, Ватерлова) — село в Україні, у Веселинівській селищній громаді Вознесенського району Миколаївської області. Населення становить 611 осіб. Колишній орган місцевого самоврядування — Ставківська сільська рада.

## Населення

### Мова
Розподіл населення за рідною мовою за даними перепису 2001 року:
| Мова            | Кількість | Відсоток |
| --------------- | --------- | -------- |
| українська      | 571       | 93.45%   |
| російська       | 19        | 3.11%    |
| циганська       | 8         | 1.31%    |
| румунська       | 6         | 0.98%    |
| інші/не вказали | 7         | 1.15%    |
| Усього          | 611       | 100%     |

## Історія
Село Ставки Веселинівського району Миколаївської області було засноване у 1819 році.
Станом на 1886 у німецькій колонії Ватерлоо Ландауської волості Одеського повіту Херсонської губернії мешкало 810 осіб, налічувалось 76 дворових господарств, існували лютеранський молитовний будинок, школа та 2 столярні майстерні.
7 (20) листопада 1917 року, відповідно до Третього Універсалу Української Центральної Ради, увійшло до складу Української Народної Республіки.  
У 1925—1939 роках село входило до складу Карл-Лібкнехтівського німецького національного району Миколаївської округи (з 1932 — Одеської області).
В 1946 році назву села Ватерлоо змінили на Ставки.

## Інфраструктура
На території села знаходиться страусина ферма «Саванна».
Збудували її у 2004 році. Крім розведення та продажу африканських страусів, миколаївська ферма ще й надає екскурсійні послуги. Гості ферми можуть побачити повний цикл вирощування страусів – від яйця до дорослої особини. На території є міні поле для гольфу, тир, місце для лазерних боїв.

## Уродженці
- Бабієнко Володимир Андрійович — заслужений вчитель України